# Чемпіонат світу з легкої атлетики в приміщенні 2016
Чемпіонат світу з легкої атлетики в приміщенні 2016 відбувся 17-20 березня у Портленді.
Про надання Портленду права проводити чемпіонат світу було оголошено 15 листопада 2013. Єдиним конкурентом американського міста був британський Бірмінгем. ІААФ зробила вибір на користь Портленда з огляду на те, що інше британське місто (Лондон) приймало у 2012 легкоатлетичні олімпійські змагання, а у наступні роки інші британські міста мали приймати інші змагання під егідою ІААФ (у 2016 у Кардіффі мала проходити світова першість з напівмарафону, а у 2017 в Лондоні — чемпіонат світу).
Це було перше глобальне змагання, на якому не була представлена російська збірна після зупинення членства Всеросійської федерації легкої атлетики в ІААФ у листопаді 2015 внаслідок допінгового скандалу.

## Арена змагань

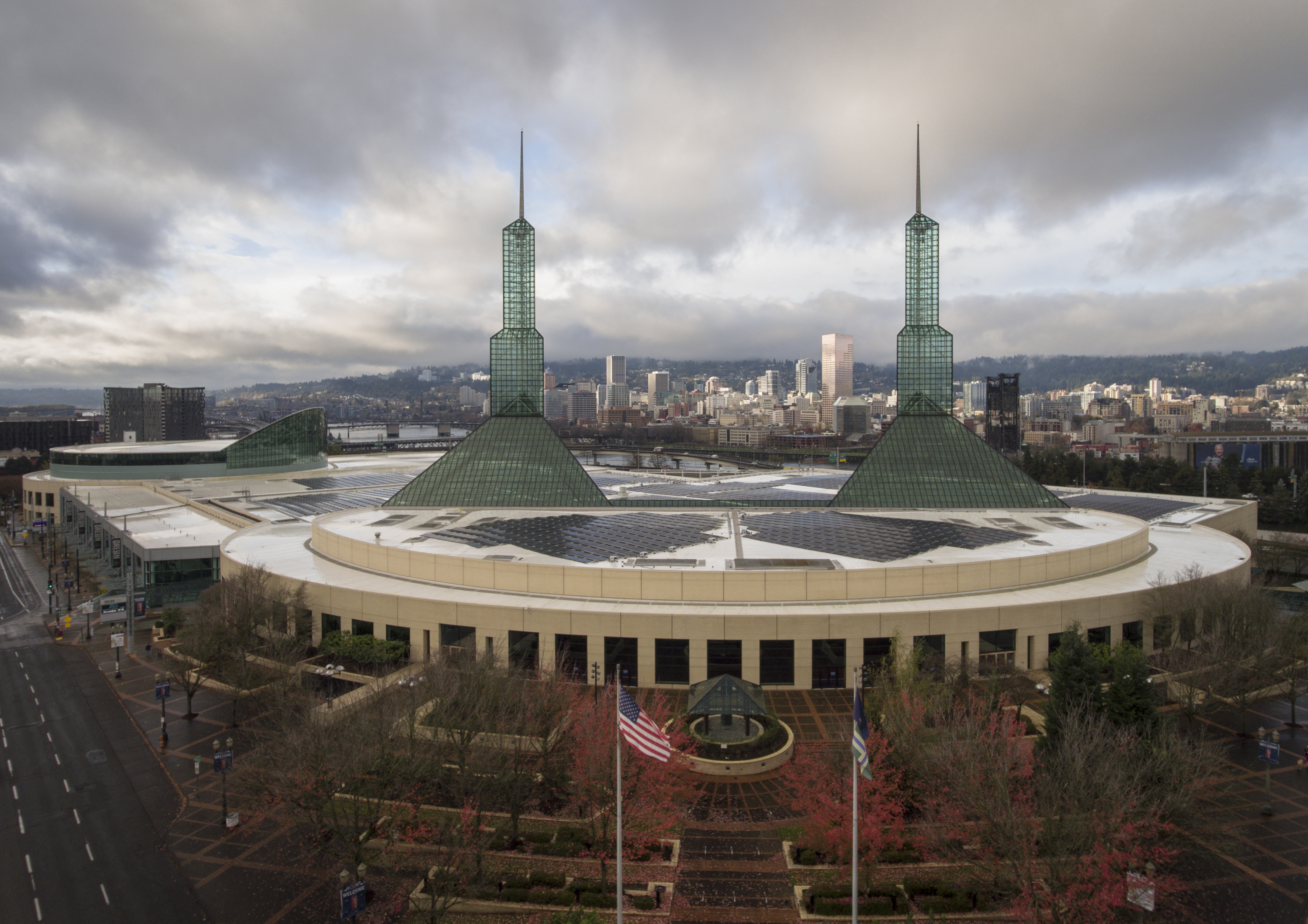
Орегонський конференц-центр

Змагання відбулись в Орегонському конференц-центрі, всередині якого були встановлені бігові доріжки з внутрішнім ядром для змагань з технічних дисциплін та бігу на 60 метрів (в тому числі з бар'єрами). На час проведення змагань арена могла вміщувати до 8 000 глядачів.

## Розклад змагань
| З                                    | Забіги | К | Кваліфікація | ½ | Півфінали | Ф | Фінал |
| Р = ранкова сесія, В = вечірня сесія |        |   |              |   |           |   |       |

| Дата →       | 17.03 | 18.03 | 18.03 | 18.03 | 19.03 | 19.03 | 20.03 | 20.03 |
| Дисципліна ↓ | В     | Р     | В     | В     | Р     | В     | Р     | Р     |
| ------------ | ----- | ----- | ----- | ----- | ----- | ----- | ----- | ----- |
| 60 м         |       | З     | ½     | Ф     |       |       |       |       |
| 400 м        |       | З     | ½     | ½     |       | Ф     |       |       |
| 800 м        |       | З     |       |       |       | Ф     |       |       |
| 1500 м       |       |       | З     | З     |       |       | Ф     | Ф     |
| 3000 м       |       | З     |       |       |       |       | Ф     | Ф     |
| 60 м з/б     |       |       |       |       |       | З     | ½     | Ф     |
| 4×400 м      |       |       |       |       | З     |       | Ф     | Ф     |
| висота       |       |       |       |       |       | Ф     |       |       |
| жердина      | Ф     |       |       |       |       |       |       |       |
| довжина      |       |       |       |       |       |       | Ф     | Ф     |
| потрійний    |       |       |       |       |       | Ф     |       |       |
| ядро         |       |       | Ф     | Ф     |       |       |       |       |
| семиборство  |       | Ф     | Ф     | Ф     | Ф     | Ф     |       |       |

| Дата →       | 17.03 | 18.03 | 18.03 | 18.03 | 19.03 | 19.03 | 19.03 | 20.03 |
| Дисципліна ↓ | В     | Р     | В     | В     | Р     | В     | В     | Р     |
| ------------ | ----- | ----- | ----- | ----- | ----- | ----- | ----- | ----- |
| 60 м         |       |       |       |       | З     | ½     | Ф     |       |
| 400 м        |       | З     | ½     | ½     |       | Ф     | Ф     |       |
| 800 м        |       |       |       |       | З     |       |       | Ф     |
| 1500 м       |       | З     |       |       |       | Ф     | Ф     |       |
| 3000 м       |       |       |       |       |       |       |       | Ф     |
| 60 м з/б     |       |       | З     | Ф     |       |       |       |       |
| 4×400 м      |       |       |       |       |       |       |       | Ф     |
| висота       |       |       |       |       |       |       |       | Ф     |
| жердина      | Ф     |       |       |       |       |       |       |       |
| довжина      |       |       | Ф     | Ф     |       |       |       |       |
| потрійний    |       |       |       |       | Ф     |       |       |       |
| ядро         |       |       |       |       |       | Ф     | Ф     |       |
| п'ятиборство |       | Ф     | Ф     | Ф     |       |       |       |       |

## Призери

### Чоловіки
| Дисципліни            | Золото                                                                                                | Золото       | Срібло                                                                               | Срібло      | Бронза | Бронза      |
| --------------------- | --- | ------------ | ------------------------------------------------------------------------------------ | ----------- | --- | ----------- |
| 60 метрів             | Трейвон Бромелл США                                                                                   | 6,47 PB      | Асафа Пауелл Ямайка                                                                  | 6,50        | Рамон Гіттенс Барбадос | 6,51 NIR    |
| 400 метрів            | Павел Маслак Чехія                                                                                    | 45,44        | Абдалелах Гарун Катар                                                                | 45,59 SB    | Деон Лендор Тринідад і Тобаго                                                                                              | 46,17       |
| 800 метрів            | Борис Беріан США                                                                                      | 1.45,83 SB   | Антуан Гакеме Бурунді                                                                | 1.46,65 SB  | Ерік Совінські США | 1.47,22     |
| 1500 метрів           | Меттью Сентровіц США                                                                                  | 3.44,22      | Якуб Голуша Чехія                                                                    | 3.44,30     | Нік Вілліс Нова Зеландія                                                                                                   | 3.44,37     |
| 3000 метрів           | Йоміф Кеджельча Ефіопія                                                                               | 7.57,21      | Раян Гілл США                                                                        | 7.57,39     | Августін Чоге Кенія | 7.57,43     |
| 60 метрів з бар'єрами | Омар Маклеод Ямайка                                                                                   | 7,41 WL      | Паскаль Мартіно-Лагард Франція                                                       | 7,46 SB     | Дімітрі Баску Франція | 7,48        |
| 4×400 метрів          | СШАКайл Клемонс Келвін Сміт Крістофер Гістінг Вернон Норвуд Елвіонн Бейлі (забіг) Патрік Фіні (забіг) | 3.02,45 WL   | Багамські ОстровиМайкл Метью Алонсо Расселл Шавез Гарт Кріс Браун Ешлі Райлі (забіг) | 3.04,75 NIR | Тринідад і ТобагоДжаррін Соломон Лалонд Гордон Аде Аллейн-Форте Деон Лендор Рондел Соррільйо (забіг) Мачел Седеніо (забіг) | 3.05,51 NIR |
| Стрибки у висоту      | Джанмарко Тамбері Італія                                                                              | 2,36         | Роберт Грабарз Велика Британія                                                       | 2,33 SB     | Ерік Кайнард США | 2,33 SB     |
| Стрибки з жердиною    | Рено Лавіллені Франція                                                                                | 6,02 CR      | Сем Кендрікс США                                                                     | 5,80        | Пйотр Лісек Польща | 5,75        |
| Стрибки в довжину     | Маркіз Денді США                                                                                      | 8,26         | Фабріс Лап'єр Австралія                                                              | 8,25 AIR    | Хуан Чанчжоу КНР | 8,21 PB     |
| Потрійний стрибок     | Дун Бінь КНР                                                                                          | 17,33        | Макс Гесс Німеччина                                                                  | 17,14 PB    | Бенжамін Компаоре Франція                                                                                                  | 17,09 SB    |
| Штовхання ядра        | Томас Волш Нова Зеландія                                                                              | 21,78 WL AIR | Андрей Гаг Румунія                                                                   | 20,89 SB    | Філіп Міхалевич Хорватія                                                                                                   | 20,87 PB    |
| Семиборство           | Ештон Ітон США                                                                                        | 6470 WL      | Олексій Касьянов Україна                                                             | 6182 SB     | Матіас Брюггер Німеччина                                                                                                   | 6126 PB     |

### Жінки
| Дисципліни            | Золото                                                    | Золото     | Срібло                                                                        | Срібло     | Бронза                                                        | Бронза     |
| --------------------- | --------------------------------------------------------- | ---------- | ----------------------------------------------------------------------------- | ---------- | ------------------------------------------------------------- | ---------- |
| 60 метрів             | Барбара П'єр США                                          | 7,02       | Дафне Схіперс Нідерланди                                                      | 7,04       | Елейн Томпсон Ямайка                                          | 7,06       |
| 400 метрів            | Кемі Адекоя Бахрейн                                       | 51,45      | Ешлі Спенсер США                                                              | 51,72      | Кванера Гейз США                                              | 51,76      |
| 800 метрів            | Франсін Нійонсаба Бурунді                                 | 2.00,01 WL | Аджей Вілсон США                                                              | 2.00,27    | Маргарет Вамбуй Кенія                                         | 2.00,44 PB |
| 1500 метрів           | Сіфан Гассан Нідерланди                                   | 4.04,96    | Давіт Сеяум Ефіопія                                                           | 4.05,30    | Гудаф Цегай Ефіопія                                           | 4.05,71    |
| 3000 метрів           | Гензебе Дібаба Ефіопія                                    | 8.47,43    | Месерет Дефар Ефіопія                                                         | 8.54,26    | Шеннон Ровбері США                                            | 8.55,55    |
| 60 метрів з бар'єрами | Ніа Алі США                                               | 7,80 SB    | Бріанна Роллінс США                                                           | 7,82       | Тіффані Портер Велика Британія                                | 7,90       |
| 4×400 метрів          | СШАНаташа Гастінгс Кванера Гейз Кортні Около Ешлі Спенсер | 3.26,38 WL | ПольщаЕвеліна Птак Малгожата Голуб Магдалена Гожковська Юстина Швенти-Ерсетиц | 3.31,15 SB | РумуніяАделіна Пастор Елена Лаврік Андреа Міклос Б'янка Разор | 3.31,51 SB |
| Стрибки у висоту      | Вашті Каннінгем США                                       | 1,96       | Рут Бейтья Іспанія                                                            | 1,96       | Каміла Ліцвінко Польща                                        | 1,96       |
| Стрибки з жердиною    | Дженн Сур США                                             | 4,90 CR    | Сенді Морріс США                                                              | 4,85       | Екатеріні Стефаніді Греція                                    | 4,80       |
| Стрибки в довжину     | Бріттні Різ США                                           | 7,22 WL    | Івана Шпанович Сербія                                                         | 7,07 NIR   | Лоррейн Уген Велика Британія                                  | 6,93 NIR   |
| Потрійний стрибок     | Юлімар Рохас Венесуела                                    | 14,41      | Крістін Гіріш Німеччина                                                       | 14,30 SB   | Параскеві Папахрісту Греція                                   | 14,15      |
| Штовхання ядра        | Мішель Картер США                                         | 20,21 WL   | Аніта Мартон Угорщина                                                         | 19,33 NIR  | Валері Адамс Нова Зеландія                                    | 19,25      |
| п'ятиборство          | Бріанна Тейсен-Ітон Канада                                | 4881 AIR   | Анастасія Мохнюк Україна                                                      | 4847 PB    | Аліна Фьодорова Україна                                       | 4770 PB    |

## Медальний залік
| Місце                | Країна               | Золото | Срібло | Бронза | Загалом |
| -------------------- | -------------------- | ------ | ------ | ------ | ------- |
| 1                    | США                  | 13     | 6      | 4      | 23      |
| 2                    | Ефіопія              | 2      | 2      | 1      | 5       |
| 3                    | Франція              | 1      | 1      | 2      | 4       |
| 4                    | Ямайка               | 1      | 1      | 1      | 3       |
| 5                    | Бурунді              | 1      | 1      | 0      | 2       |
| 5                    | Нідерланди           | 1      | 1      | 0      | 2       |
| 5                    | Чехія                | 1      | 1      | 0      | 2       |
| 8                    | Нова Зеландія        | 1      | 0      | 2      | 3       |
| 9                    | КНР                  | 1      | 0      | 1      | 2       |
| 10                   | Італія               | 1      | 0      | 0      | 1       |
| 10                   | Бахрейн              | 1      | 0      | 0      | 1       |
| 10                   | Венесуела            | 1      | 0      | 0      | 1       |
| 10                   | Канада               | 1      | 0      | 0      | 1       |
| 14                   | Німеччина            | 0      | 2      | 1      | 3       |
| 14                   | Україна              | 0      | 2      | 1      | 3       |
| 16                   | Велика Британія      | 0      | 1      | 2      | 3       |
| 16                   | Польща               | 0      | 1      | 2      | 3       |
| 18                   | Румунія              | 0      | 1      | 1      | 2       |
| 19                   | Іспанія              | 0      | 1      | 0      | 1       |
| 19                   | Австралія            | 0      | 1      | 0      | 1       |
| 19                   | Багамські Острови    | 0      | 1      | 0      | 1       |
| 19                   | Катар                | 0      | 1      | 0      | 1       |
| 19                   | Сербія               | 0      | 1      | 0      | 1       |
| 19                   | Угорщина             | 0      | 1      | 0      | 1       |
| 25                   | Тринідад і Тобаго    | 0      | 0      | 2      | 2       |
| 25                   | Греція               | 0      | 0      | 2      | 2       |
| 25                   | Кенія                | 0      | 0      | 2      | 2       |
| 28                   | Барбадос             | 0      | 0      | 1      | 1       |
| 28                   | Хорватія             | 0      | 0      | 1      | 1       |
| Загалом (29 збірних) | Загалом (29 збірних) | 26     | 26     | 26     | 78      |

## Країни-учасниці
- Афганістан (1)
- Албанія (1)
- Андорра (1)
- Американське Самоа (1)
- Антигуа і Барбуда (2)
- Аргентина (1)
- Вірменія (1)
- Аруба (1)
- Австралія (7)
- Австрія (1)
- Азербайджан (1)
- Багамські Острови (10)
- Бахрейн (1)
- Барбадос (3)
- Білорусь (6)
- Бельгія (4)
- Беліз (1)
- Бразилія (10)
- Британські Віргінські Острови (2)
- Болгарія (1)
- Буркіна-Фасо (1)
- Бурунді (2)
- Канада (14)
- Кайманові Острови (1)
- Чилі (1)
- КНР (12)
- Китайський Тайбей (1)
- Коморські Острови (1)
- Острови Кука (1)
- Коста-Рика (1)
- Хорватія (2)
- Куба (3)
- Кіпр (1)
- Чехія (10)
- ДР Конго (1)
- Домініка (1)
- Домініканська Республіка (2)
- Данія (1)
- Джибуті (2)
- Еквадор (1)
- Єгипет (1)
- Естонія (2)
- Ефіопія (12)
- Фінляндія (2)
- Франція (10)
- Французька Полінезія (1)
- Німеччина (14)
- Гана (2)
- Велика Британія (23)
- Греція (6)
- Гренада (3)
- Гуам (1)
- Гвінея (1)
- Гаяна (1)
- Гаїті (1)
- Гондурас (1)
- Гонконг (1)
- Угорщина (6)
- Ісландія (1)
- Індія (1)
- Індонезія (1)
- Ірландія (1)
- Італія (5)
- Кот-д'Івуар (3)
- Ямайка (19)
- Японія (4)
- Йорданія (1)
- Казахстан (2)
- Кенія (12)
- Киргизстан (1)
- Латвія (1)
- Ліван (1)
- Ліберія (1)
- Литва (1)
- Люксембург (1)
- Макао (1)
- Північна Македонія (1)
- Мадагаскар (1)
- Малі (1)
- Мальта (1)
- Маршаллові Острови (1)
- Маврикій (1)
- Монако (1)
- Монголія (1)
- Монтсеррат (1)
- Марокко (4)
- Намібія (1)
- Нідерланди (8)
- Нова Зеландія (5)
- Нікарагуа (1)
- Нігерія (10)
- Північні Маріанські Острови (1)
- Норвегія (1)
- Пакистан (1)
- Палау (1)
- Панама (1)
- Папуа Нова Гвінея (1)
- Парагвай (1)
- Перу (1)
- Філіппіни (1)
- Польща (15)
- Португалія (4)
- Пуерто-Рико (1)
- Катар (3)
- Республіка Конго (1)
- Румунія (10)
- Руанда (1)
- Сент-Кіттс і Невіс (2)
- Сент-Люсія (2)
- Сальвадор (1)
- Самоа (1)
- Саудівська Аравія (2)
- Сенегал (1)
- Сербія (1)
- Сейшельські Острови (1)
- Сьєрра-Леоне (1)
- Словаччина (2)
- Словенія (3)
- ПАР (6)
- Іспанія (15)
- Шрі-Ланка (1)
- Есватіні (1)
- Швеція (8)
- Швейцарія (2)
- Тонга (1)
- Тринідад і Тобаго (11)
- Туреччина (2)
- Туркменістан (1)
- Острови Теркс і Кайкос (1)
- Україна (13)
- ОАЕ (1)
- США (57)
- Американські Віргінські Острови (2)
- Уругвай (1)
- Венесуела (2)
- Замбія (2)
- Зімбабве (1)